# 長鼻松鼠屬
長鼻松鼠屬（学名：Hyosciurus），哺乳綱、囓齒目、松鼠科的一屬，而與長鼻松鼠屬（長鼻松鼠）同科的動物尚有線松鼠屬（三線松鼠）、旱獺屬（旱獺）、太陽松鼠屬（太陽松鼠）、雕松鼠屬（赤腹雕松鼠）等之數種哺乳動物。

## 下属物种
本属包括以下物种：
- Hyosciurus heinrich Archbold & Tate, 1935
- Hyosciurus heinrichi Archbold & Tate, 1935
- Hyosciurus ileile Tate & Archbold, 1936